# Pécs-Vasas vasútállomás
Pécs-Vasas vasútállomás Pécs Somogy városrészében található megszűnt vasútállomás a Pécs–Bátaszék-vasútvonalon, melyet a MÁV üzemeltetett. Az állomás nevét adó Vasas városrész innen mintegy 3 kilométerre található.

## Története
A vonalon 1911. július 1-jén indult el a forgalom, Pécs-Vasast is ekkor adták át Somogy-Vasas néven.
2009. december 13-ától a vasútvonalon megszűnt a személyszállítás.

## Megközelítése
Az állomás a pécsi Somogy déli részén található Murom mellett, az Őrmezei útnál. Az alábbi autóbuszjáratok közlekednek itt:
- Őrmezei út, Szödrös:  13, 13Y, 14, 14Y, 15, 15A, 25, 26, 60A, 102, 102Y, 104, 104A, 104Y

## Kapcsolódó állomások
A vasútállomáshoz az alábbi állomások vannak a legközelebb:
- Pécs felső vasútállomás
- Vasas-Hird megállóhely

## Forgalom
Megszűnése előtt a vonalon napi 5-6 vonatpár közlekedett, Pécs-Vasas állomáson minden szerelvény megállt.